# Gertrud Mahnke
Gertrud Mahnke, geborene Gertrud Hecht (geboren 18. Mai 1907 in Berlin; gestorben 1992 in Bad Godesberg) war eine deutsche Buchhändlerin, Gewerkschafterin und IG-Metall-Bezirkssekretärin.

## Werdegang
Mahnke wurde in Prenzlauer Berg als Tochter des gewerkschaftlich engagierten Kupferschmieds Max Hecht (1875–1927) und dessen Frau Luise Hecht, geb. Schwenke, geboren. Sie absolvierte nach dem Besuch eines Lyzeums eine Ausbildung zur Buchhändlerin. 1926 wurde sie Mitglied der SPD und nahm im gleichen Jahr eine Tätigkeit beim Allgemeinen Deutschen Gewerkschaftsbund (ADGB) auf. 1932 wurde sie Filialleiterin der ADGB-Verlagsgesellschaft in Breslau. Nach Zerschlagung der Gewerkschaft führte sie von 1934 bis 1940 ein eigenes Lebensmittelgeschäft. Zwischen 1943 und 1945 wurde sie im Volkswagenwerk Wolfsburg zum Kriegseinsatz herangezogen.
Nach Ende des Zweiten Weltkriegs half sie beim Wiederaufbau der Gewerkschaften. Sie nahm 1946 eine hauptamtliche Gewerkschaftstätigkeit auf. Ebenfalls 1946 übernahm sie als Abgeordnete der SPD ein Mandat im Kreistag des Landkreises Gifhorn und war später bis 1952 Stadtverordnete in Wolfsburg. 1947 wurde sie Mitglied und Vorsitzende des Bezirksfrauenausschusses der IG Metall und 1952 Bezirkssekretärin in der Bezirksleitung der IG Metall in Hannover. Von 1960 bis 1971 war sie geschäftsführendes Vorstandsmitglied der IG Metall.
1934 heiratete sie Max Mahnke, 1937 hatte sie ein nicht lebensfähiges Kind bekommen.

## Ehrungen
- 1970: Großes Verdienstkreuz der Bundesrepublik Deutschland
- 1974: Großes Verdienstkreuz mit Stern der Bundesrepublik Deutschland

## Bücher
- mit Fritz Strothmann: „Wir wollten mehr als die Trümmer beseitigen …“ Zwei Vorstandsmitglieder der IG Metall berichten über ihre gewerkschaftliche Arbeit und über ihr Leben (= Schriftenreihe der Otto-Brenner-Stiftung, Band 46). Bund-Verlag, Köln 1989, ISBN 3-7663-3169-8